# Signau
Signau es una comuna suiza del cantón de Berna, situada en el distrito administrativo del Emmental. Limita al norte con Lauperswil, al este con Langnau im Emmental, al sureste con Eggiwil, al sur con Röthenbach im Emmental, y al oeste con Bowil y Oberthal.
Hasta el 31 de diciembre de 2009 capital del distrito de Signau.